# Leo Krämer

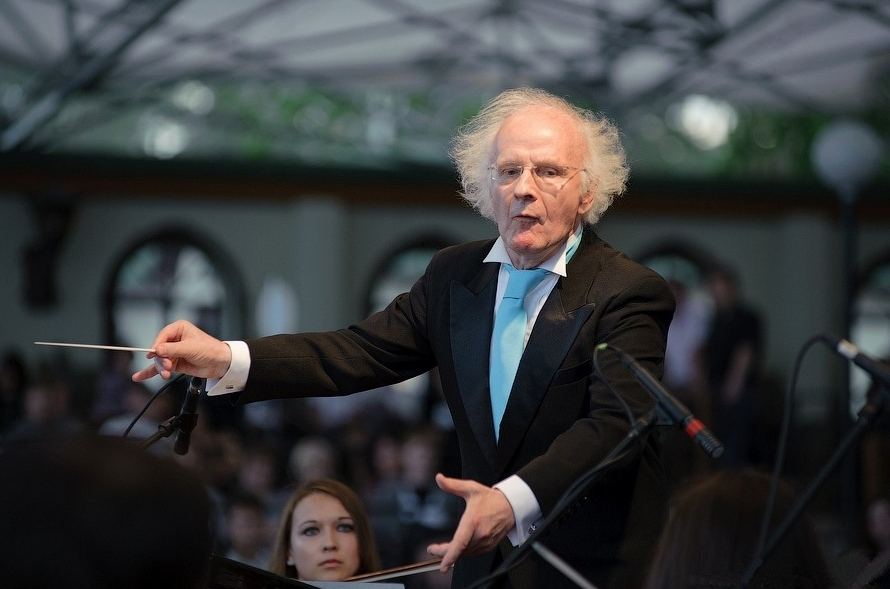

Leo Kraemer (Püttlingen (Saarland 1944) is een Duits organist, dirigent, componist en muziekpedagoog

## Levensloop
Kraemer studeerde kerkmuziek in Trier en Saarbrücken. Vervolgens studeerde hij bij de organisten Ludwig Doerr, Gaston Litaize en Michael Schneider, bij de pianisten Adrian Aeschbacher en August Leopolder en bij de dirigenten Sergiu Celibidache, Günter Wand en Eugen Jochum.
In 1969 volgde hij in Schwalbach-Hülzweiler professor Robert Leonardy op en maakte hij van het "Philharmonisches Chor an der Saar" een volwaardig oratoriumkoor. Hij begon toen ook aan internationale concerttournees waarbij hij de orgelwerken van Johann Sebastian Bach en van Olivier Messiaen alsook alle Bruckner-symfonieën uitvoerde.
In 1971 werd hij titularis van het orgel in de Dom van Speyer, aangevuld in 1990 met het ambt van dirigent van het "Speyerer Domchor". Daarnaast dirigeerde hij ook verder het "Philharmonischer Chor an der Saar", het "Chor der Saarländischen Bachgesellschaft" en het kamerorkest "Saarland Sinfonietta Saarbrücken". Van 1992 tot 1994 was hij daarnaast chef-dirigent van het Nationaal Symfonieorkest van Estland in Tallinn.
In 1995 werd hij de hoofddirigent van de Filharmonie van Minsk en gastdirigent bij de Filharmonie van Sint-Petersburg alsook chef-dirigent van het Kamerorkest in dezelfde stad. Hij dirigeerde ook het kamerorkest van de Filharmonie van Samara (Rusland). In 1998 werd hij professor benoemd in de Conservatoria van Saarbrücken en Mannheim. In Mexico-Stad doceerde hij eveneens en werd er dirigent van het Nationaal Symfonisch Orkest. In heel wat festivals trad hij op als organist, zoals bijvoorbeeld in Chicago, Tokio en San Sebastian.
In zijn functie van dirigent verbonden aan de Dom van Speyer stichtte hij de "Internationalen Musiktage Dom zu Speyer", die jaarlijks een belangrijk muzikaal en cultureel treffen is geworden.
Op 1 maart 2009 nam hij afscheid van de Dom van Speyer met een Slotconcert door de Saarlandse koren, de Saarland Sinfonietta, het "Speyrer Domchor" en leden van de St. Petersburger Philharmonie. Er werden delen opgevoerd van de grote f-Moll Mis van Anton Bruckner en een eigen compositie, de hymne "Lauda Sion".
Er bestaan talrijke opnamen van uitvoeringen door Kraemer, hetzij als organist, hetzij als dirigent.
Hij heeft ook in heel wat jury's gezeteld voor orgelwedstrijden. Zo was hij jurylid in 1988 en 1991 van het internationaal orgelconcours in het kader van het Festival Musica Antiqua in Brugge.
Als dirigent trad hij op aan het hoofd van de Filharmonie van Karzan, de St. Petersburg Philharmonie, de Samara Philharmonie, en aan het hoofd van orkesten in beroemde zalen zoals de Tschaikowsky of Bolschoi Zaal van het Conservatorium van Moskou, de Mannheim Rosengarten, de Filharmonie van Berlijn, de London Royal Festival Hall, de Oslo Konzerthalle, de Mexico City Palacio Bellas Artes en de Tokio NHK-Hall.
In 2009 begon hij aan een nieuw project, de 'Classic Festivals' in de Pfalz, waar hij artistiek directeur van is.
Op het orgel speelt Kraemer hoofdzakelijk werk van J.S. Bach (volgens de historische uitvoeringspraktijk), en verder van Felix Mendelssohn, Franz Schubert, Anton Bruckner, Johannes Brahms, Gustav Mahler, Max Reger, Paul Hindemith en Olivier Messiaen.

## Prijzen
Kraemer vatte zijn carrière aan met het succesvol deelnemen aan internationale wedstrijden. Zo werd hij laureaat:
- in 1965: de Mendelssohn Bartholdy prijs van de Stiftung Preußischer Kulturbesitz, Berlijn;
- in 1967: de Eerste Prijs in het internationaal orgelconcours in Brugge;
- in 1970: de Eerste Prijs in het internationaal orgelconcours in Aosta.

## Onderscheidingen
- In 2002 werd Kraemer erelid van het Sint-Petersburg Philharmonisch Gezelschap.
- In 2007 verleende het Land Rijnland-Palts hem het Peter Cornelius Plaket voor zijn opmerkelijke artistieke activiteiten.
- In 2010 werd hem het Bundesverdienstkreuz verleend.

- Bibliothèque nationale de France: cb14194714b (data)
- Gemeinsame Normdatei: 134877985
- International Standard Name Identifier: 0000 0000 8373 7390
- Library of Congress Control Number: n85373749
- MusicBrainz: 3fab4464-9b02-404f-91ae-48ab3efd78b4
- Nationale Bibliotheek van Polen: a0000002806428
- Virtual International Authority File: 38379286
- WorldCat: E39PBJvRYPfhDFpCXDH6fhYtrq